# Quípama

Localização de Quipama no departamento de Boyacá.

Quipama é um município no departamento de Boyacá, na Colômbia.